# Epictia hobartsmithi
Epictia hobartsmithi — вид змій родини струнких сліпунів (Leptotyphlopidae). Ендемік Венесуели. Вид названий на честь американського герпетолога Хобарта М'юїра Сміта.

## Поширення і екологія
Epictia hobartsmithi відомі за типовим зразком, зібраним на тепуї Серро-Гуайкініма в штаті Болівар на півдні Венесуели, на висоті 1180 м над рівнем моря.